# Södermanlands runinskrifter 362
Södermanlands runinskrifter 362 är en runsten av ljusröd granit, som 1930 återfanns i kyrkgolvet i Tumbo kyrka, nära sakristian. Stenens höjd är 1,85 meter och bredden 80 cm över korsmitten. Tjockleken är 20 cm. Ristningens höjd är 118 cm och tydlig och välbevarad. Den restes vid infarten till kyrkan mitt emot Sö 363. Stenen bör vara ristad av samma skickliga ristare som Sö 84, Sö 85 och Sö 363.

## Inskriften
Translitterering av runraden:
+ kulben · auk · iuli · restu · stin · uftiR · ikuar · bruþur · sin ·
Normalisering till runsvenska:
Kulbæinn ok Iuli ræistu stæin æftiR Ingvar, broður sinn.
Översättning till nusvenska:
Kolben och Jule reste stenen efter Ingvar, sin broder.